# Lis Jeppesen
Lis Jeppesen (Copenaghen, 5 aprile 1956) è una danzatrice danese, prima ballerina del Balletto Reale Danese dal 1980 al 1998.

## Biografia
Lis Jeppesen nacque nel quartiere di Vanløse, a Copenaghen, nel 1956, figlia del mercante Helvinn Emil Schørring J. e della moglie Alice Gunna Johansen. Cominciò a danzare professionalmente durante l'infanzia, danzando anche come Colombina a Tivoli, e nel 1963 iniziò a studiare alla scuola del Balletto Reale Danese. Fu scritturata dalla compagnia nel 1974 e nello stesso anno, appena diciassettenne, iniziò a farsi notare in Monument for a Dead Boy di Rudi van Dantzig. Nel 1977 esordì nel ruolo di Clara ne Lo schiaccianoci di Flemming Flindt, mentre la consacrazione avvenne due anni più tardi, quando fece il suo debutto nel ruolo delle eponime protagoniste in Giselle (Bruhn) e La Sylphide (Bournonville). Nel 1980 fu proclamata prima ballerina (solodanser) della compagnia.
Nel corso della sua carriera fu strettamente legata al repertorio romantico e allo stile di Bounonville, di cui era annoverata tra le maggiori interpreti, e danzò con successo in ruoli quali Teresina e in Napoli, Swanilda in Coppélia ed Elenora ne La Kermesse à Bruges. La sua carriera si svolse quasi esclusivamente in patria, anche se durante la stagione del 1982 danzò con il Balletto Reale Danese al Metropolitan Opera House, dove ottenne le lodi di Anna Kisselgoff per il New York Times, in particolare per la sua Swanilda. Nel 1989 ottenne un altro successo in patria grazie alla sua Tat'jana in occasione della prima danese dell'Onegin di Cranko. Continuò a danzare come prima ballerina fino al 1998, ma rimase con la compagnia fino al pensionamento nel 2017 in veste di maitresse de ballet e ballerina caratterista.
È sposata con Jan Boris Pedersen dal 1987 e la coppia ha due figlie.